# 36 Dywizja Piechoty (III Rzesza)
36 Dywizja Piechoty (niem. 36. Infanterie-Division) – niemiecka dywizja z czasów II wojny światowej, uczestniczyła w agresji na Francję, ataku na Związek Radziecki i walkach z aliantami na froncie zachodnim.  

## Formowanie  walki
Sformowana na mocy rozkazu 1 kwietnia 1936, miejsce stacjonowania sztabu Kaiserslautern. Stacjonowała w XII Okręgu Wojskowym. Na mocy rozkazu z 1 listopada 1940 rozpoczęto przeformowywać dywizję w 36 Dywizję Piechoty (zmotoryzowanej). W okresie do 1 maja do czerwca 1943 dywizję ponownie przeformowano w 36 Dywizję Piechoty. Ponownie została przemianowana 3 sierpnia 1944 na 36 Dywizję Grenadierów i 9 października na 36 Dywizję Grenadierów Ludowych. 
W 1940 roku uczestniczyła w agresji na Francję. W następnym roku w czasie ataku na Związek Radziecki atakowała na kierunku leningradzkim. Ciężkie straty 36 Dywizja Piechoty poniosła podczas kontrofensywy zimowej Armii Czerwonej  pod Moskwą. Brała udział a bitwie pod Kurskiem, a w czasie letniej ofensywy Armii Czerwonej została rozbita pod Bobrujskiem, a jej dowódca gen. Conrady trafił do radzieckiej niewoli. Resztki dywizji po uzupełnieniu i reorganizacji na poligonie Baumholder została wysłana na front zachodni. Wraz z końcem wojny oddała się do niewoli.

## Dowódcy dywizji
- gen. por. Georg Lindemann 6 X 1936 – 24 X 1940;
- gen. mjr Hans Gollnick - 1 V 1943 - 01 VIII 1943;
- gen. mjr Rudolf Stegmann - 1 VII 1943 - 10 VIII 1943;
- płk Gottfried Fröhlich - 10 VIII 1943 - 20 IX 1943;
- gen. por. Rudolf Stegmann - 20 IX 1943 - 01 I 1944;
- płk Horst Kadgien  - 01 I 1944 - 17 I 1944;
- gen. mjr Egon von Neindorff - 17 I 1944 - 19 I 1944;
- gen. mjr Alexander Conrady - 19 I 1944 - 01 VII 1944;
- gen. mjr August Wellm 9 X 1944 – 16 III 1945;
- gen. mjr Helmut Kleikamp 17 III 1945 – 8 V 1945

## Struktura organizacyjna
Skład w sierpniu 1939:
- 70  pułk piechoty: miejsce postoju sztabu, II  i III  batalionu – Homburg, I  batalionu – St  Wendel, rezerwowego batalionu – Mainz;
- 87  pułk piechoty: miejsce postoju sztabu, II  i III  batalionu – Wiesbaden, I  batalionu i rezerwowego batalionu – Mainz;
- 118  pułk piechoty: miejsce postoju sztabu, I  i II  batalionu – Kaiserslautern, III  batalionu – Landstuhl, rezerwowego batalionu – Worms;
- 36  pułk artylerii: miejsce postoju sztabu, II  i III  dywizjonu – Kaiserslautern, I  dywizjonu - Homburg;
- I  dywizjon 72  pułku artylerii ciężkiej: miejsce postoju – Mainz;
- 36  batalion pionierów: miejsce postoju – Mainz;
- 36  oddział przeciwpancerny: miejsce postoju – Kaiserslautern;
- 36  oddział łączności: miejsce postoju – Neustadt an der Weinstraße;
- 36  oddział obserwacyjny: miejsce postoju – nie został sformowany

Skład w styczniu 1940:
70, 87  i 118  pułk piechoty, 36  pułk artylerii, I /72  pułk artylerii ciężkiej, 36  batalion pionierów, 36  oddział rozpoznawczy, 36  oddział przeciwpancerny, 36  oddział łączności 36  polowy batalion zapasowy;
Skład w listopadzie 1943:
70, 87  pułk grenadierów, 268  dywizyjna grupa (488  i 489  grupa pułkowa), 36  pułk artylerii, 36  batalion pionierów, 36  oddział przeciwpancerny, 36  oddział łączności, 36  polowy batalion zapasowy;
Skład w sierpniu 1944:
87, 118  i 165  pułk grenadierów, 268  pułk artylerii, 36  kompania pionierów, 36  dywizyjna kompania fizylierów, 1036  dywizjon dział szturmowych, 36  kompania przeciwlotnicza, 36  kompania łączności;
Skład w sierpniu 1944:
87, 118  i 165  pułk grenadierów, 268  pułk artylerii, 36  batalion pionierów, 36  dywizyjny batalion fizylierów, 36  oddział przeciwpancerny, 36  oddział łączności, 36  polowy batalion zapasowy;